# Redução de ordem
O método da redução de ordem é utilizado para se determinar a solução de uma equação diferencial ordinária e homogênea de segunda ordem.
Suponha que seja conhecida uma solução {\displaystyle y_{1}(t)\,}, não identicamente nula, de
{\displaystyle y''+p(t)y'+q(t)y=0\,}. (1)

Para encontrar uma segunda solução, seja
{\displaystyle y=v(t)y_{1}(t)\,} (2)

então,
{\displaystyle y'=v'(t)y_{1}(t)+v(t)y'_{1}(t)\,}
e
{\displaystyle y''=v''(t)y_{1}(t)+2v'(t)y'_{1}(t)+v(t)y''_{1}(t)\,}

Substituindo essas expressões para {\displaystyle y,y'} e {\displaystyle y''} na equação (1) e unindo os termos, encontramos:
{\displaystyle y_{1}v''+(2y'_{1}+py_{1})v'+(y''_{1}+py'_{1}+qy_{1})v=0\,}.

A equação acima é, de fato, uma equação de primeira ordem para a função {\displaystyle v'} e pode ser resolvida como uma equação de primeira ordem ou como uma equação separável. Assim, uma vez encontrada {\displaystyle v'}, {\displaystyle v} é obtida por integração.
Finalmente, a solução {\displaystyle y} é determinada da equação (2). Este procedimento é chamado método da redução de ordem, já que o passo crucial é a resolução de uma equação diferencial de primeira ordem para {\displaystyle v'} em vez da equação de segunda ordem original para {\displaystyle y}.

2× + y= 6
Dado que {\displaystyle y_{1}(t)=t^{-1}\,} é uma solução de
{\displaystyle 2t^{2}y''+3ty'-y=0\,} (3)
{\displaystyle t>0},

encontrar uma segunda solução linearmente independente.
Vamos fazer {\displaystyle y=v(t)t^{-1}\,}, então:
{\displaystyle y'=v't^{-1}-vt^{-2}\,},
{\displaystyle y''=v''t^{-1}-2v't^{-2}+2vt^{-3}\,}.

Substituindo {\displaystyle y,y'} e {\displaystyle y''} na equação (3) e unindo os termos, obtemos:
{\displaystyle 2t^{2}(v''t^{-1}-2v't^{-2}+2vt^{-3})+3t(v't^{-1}-vt^{-2})-vt^{-1}\,}
{\displaystyle =2tv''+(-4+3)v'+(4t^{-1}-3t^{-1}-t^{-1})v\,}
{\displaystyle =2tv''-v'\,}
{\displaystyle =0} (4)

Note que o coeficiente de v é nulo, como deveria. Separando as variáveis na equação (4) e resolvendo para v'(t), encontramos:
{\displaystyle v'(t)=ct^{1/2}};

então,
{\displaystyle v(t)={\frac {2}{3}}ct^{3/2}+k}.

Segue que
{\displaystyle y={\frac {2}{3}}ct^{1/2}+kt^{-1}},

onde c e k são constantes arbitrárias. A segunda parcela desta última equação é um múltiplo de {\displaystyle y_{1}} e pode ser retirada, mas a primeira parcela nos dá uma solução nova independente. Desprezando a constante multiplicativa, temos:
{\displaystyle y_{2}=t^{1/2}}.